# Миллон, Теодор
Теодо́р Милло́н (правильное произношение фамилии — Милла́н; англ. Theodore Millon; 18 августа 1928, Бруклин, Нью-Йорк — 29 января 2014, Гринвилл, Нью-Йорк) — американский психолог, исследователь личностных характеристик и личностных расстройств, разработчик опросников для их диагностики и оценки. Основал «Журнал расстройств личности», был первым президентом Международного общества по изучению расстройств личности. 

## Биография
Родился в семье еврейских иммигрантов из Воложина (Ошмянского уезда Виленской губернии).:309
Был полным профессором в Гарвардской медицинской школе и Университете Майами.

## Книги
- Millon, Theodore (with Roger D. Davis) (1996) Disorders of Personality: DSM IV and Beyond 2nd ed. New York: John Wiley and Sons. ISBN 0-471-01186-X
- Millon, Theodore (2000). Personality Disorders in Modern Life. New York: John Wiley and Sons. ISBN 0-471-23734-5
- Millon, Theodore. (2004) Masters of the Mind. Hoboken: John Wiley and Sons.
- Millon, Theodore and Grossman, Seth.(2007) Moderating Severe Personality Disorders: A Personalized Psychotherapy Approach. Hoboken: John Wiley and Sons.
- Millon, Theodore and Grossman, Seth.(2007) Resolving Difficult Clinical Syndromes: A Personalized Psychotherapy Approach. Hoboken: John Wiley and Sons.
- Millon, Theodore and Grossman, Seth.(2007) Overcoming Resistant Personality Disorders: A Personalized Psychotherapy Approach. Hoboken: John Wiley and Sons.
- Blaney, Paul H. and Millon, Theodore (Eds). (2008) Oxford Textbook of Psychopathology, 2nd Ed.. New York: Oxford University Press.
- Millon, Theodore, Krueger, Robert and Simonsen, Erik (Eds). (2008). Contemporary Directions in Psychopathology: Toward the DSM-V and ICD-11. New York: Guilford Press.
- The Millon inventories: a practitioner’s guide to personalized clinical assessment. (2008) Guilford Press. ISBN 978-1593856748